# Mali Vrh (Mirna Peč, Slovenija)
Mali Vrh je naselje u slovenskoj Općini Mirnoj Peči. Mali Vrh se nalazi u pokrajini Dolenjskoj i statističkoj regiji Jugoistočnoj Sloveniji. 

## Stanovništvo
Prema popisu stanovništva iz 2002. godine naselje je imalo 45 stanovnika.